# Október 3.
Október 3. az év 276. (szökőévben 277.) napja a Gergely-naptár szerint. Az évből még 89 nap van hátra.
Névnapok: Helga + Gertrúd, Heliodor, Hiador, Ignác, Ilián, Jozefa, Jozefin, Jozefina, Mária, Teréz, Tereza, Teréza, Terézia, Teri, Terka, Tessza

## Események
- 1534 – I. Ferdinánd osztrák főherceg értesül Lodovico Gritti haláláról, és ezt I. Szulejmán oszmán szultán előtt Szapolyai János király ellen kívánja felhasználni.
- 1564 – János Zsigmond erdélyi fejedelem csapatai elfoglalják Szatmárt.
- 1830 – A Belga Nemzetgyűlés kikiáltja Belgium függetlenségét és az ország államformáját alkotmányos monarchiaként határozza meg.
- 1831 – A Magyar Királyság területén feloldják a kolerazárlatot.
- 1848 – Ferdinánd császár Josip Jelačić táborszernagyot nevezi ki a magyarországi hadak fővezérévé.
- 1860 – Megindul az Ábrányi Kornél szerkesztette „Zenészeti Lapok”.
- 1866 – Aláírják a bécsi békét, mely lezárja az porosz–osztrák–olasz háborút.
- 1872 – Befejeződik a Székesfehérvár–Veszprém–Szombathely–Graz vasútvonal építése.
- 1885 – Nemzetközi gazdakongresszus kezdődik Budapesten.
- 1899 – J.S. Thurman szabadalmaztatja az első motoros porszívót.
- 1906 – Az SOS-t hivatalos nemzetközi segélykérő jelzéssé nyilvánítja a Nemzetközi Rádió-távírási Konvenció (International Radio Telegraphic Convention) Berlinben.
- 1918 – Németországban Max von Baden alakít kormányt, és fegyverszüneti ajánlatot állít össze.
- 1921 – Aláírják a Nyugat-Magyarország átadásáról szóló jegyzőkönyvet (helyszíne Sopron, résztvevői Hegedűs Pál magyar, R. G. Gorton angol, Hamelin francia és Ferrario olasz tábornokok.)
- 1922 – Az első fakszimile fénykép elküldése telefonvonalon keresztül (Washingtonban).
- 1926 – Megkezdődik a Páneurópai Unió első kongresszusa Bécsben.
- 1929 – I. Sándor király a Szerb-Horvát-Szlovén Királyság nevét Jugoszláv Királyságra változtatja.
- 1934 – Budapesten megalakul a Magyar–Olasz Társaság.
- 1935 – Olaszország megtámadja Etiópiát.
- 1937 – A Márciusi Front nagygyűlést tart Makón (Makói Kiáltvány).
- 1940 – Románia felmondja az összes, a kisantantból és a Balkán-szövetségből fakadó kötelezettségeit.
- 1952 – Megjelenik az első mágneses szalaggal működő videómagnó (Los Angelesben).
- 1960 – Kádár János elmondja beszédét a „magyar kérdés”-ről az ENSZ közgyűlésén.
- 1968 – A csehszlovák párt- és államvezetés szerződést ír alá a szovjet csapatok további állomásoztatásáról az országban.

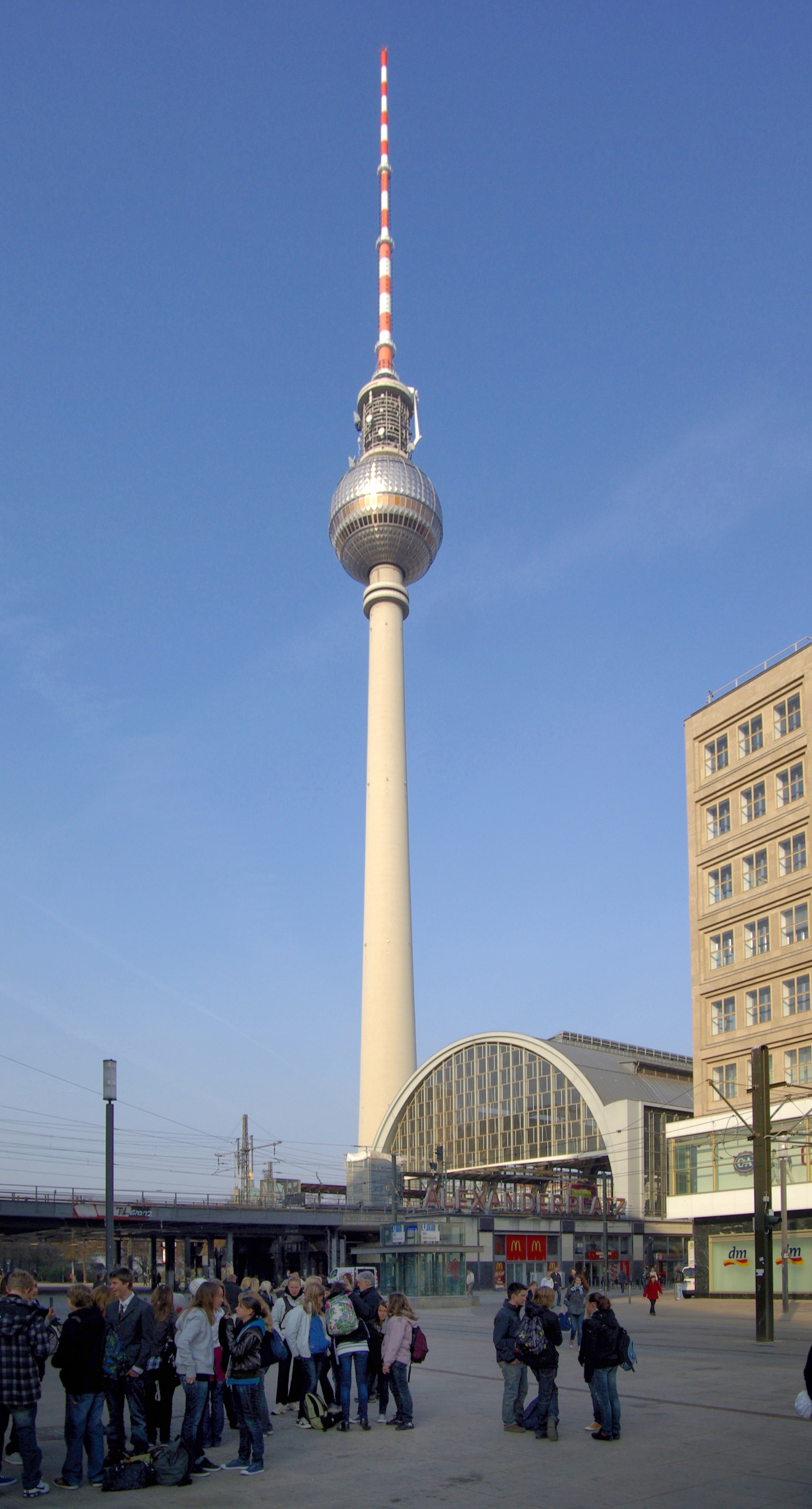
A berlini tévétorony

- 1969 – Átadják az NDK egyik presztízsberuházását, a berlini tévétornyot.
- 1972 – Hatályba lép a Szovjetunió és az Amerikai Egyesült Államok által kötött, a rakétaelhárító védelmi rendszerek korlátozásáról szóló SALT–1 szerződés.
- 1974 – Elkezdődik a Watergate-ügy bírósági eljárása.
- 1975 – Elhelyezik a paksi atomerőmű alapkövét.
- 1977 – Letartóztatják Indira Gandhit.
- 1985 – Első útjára indul az Atlantis űrrepülőgép.
- 1990 – Egyesül az NDK és az NSZK: Németország ismét egységes állam.
- 1991 – Budapesten megnyílik a Magyar Filmintézet filmszínháza, az Örökmozgó Filmmúzeum.
- 1997 – Magyarország vonatkozásában hatályba lép a védjegyek nemzetközi lajstromozásáról szóló Madridi Egyezményhez kapcsolódó 1989. évi Jegyzőkönyv.
- 2004 – II. János Pál pápa boldoggá avatja I. Károly osztrák császárt, (IV. Károly néven magyar királyt).
- 2023 – A fizikai Nobel-díjat Krausz Ferenc – egyenlő arányban megosztva – kapja Pierre Agostinivel és Anne L’Huillier-vel az atommag körül rendkívül gyors mozgással keringő negatív töltetű részecskék, az elektronok lefényképezésének lehetővé tételéért.[1]

## Sportesemények
Formula–1
- 1965 –  amerikai nagydíj, Watkins Glen - Győztes: Graham Hill (BRM)
- 1971 –  amerikai nagydíj, Watkins Glen - Győztes: François Cevert (Tyrrell Ford Cosworth)
- 1976 –  kanadai nagydíj, Mosport Park - Győztes: James Hunt (McLaren Ford Cosworth)

## Születések
- 1787 – Apostol Pál evangélikus prédikátor († 1860)
- 1797 – II. Lipót toszkánai nagyherceg a Habsburg–Lotaringiai-ház toszkánai ágából származó osztrák főherceg († 1870)
- 1807 – Baldacci Manó honvéd tábornok († 1852)
- 1845 – Petrik Géza bibliográfus († 1925)
- 1866 – Bárczy István Budapest polgármestere, majd egy rövid ideig főpolgármestere († 1943)
- 1873 – Gombos Ferenc Albin történész, pedagógus, író, az MTA tagja († 1938)
- 1886 – Alain-Fournier (er. Henri Alban Fournier) francia regényíró († 1914)
- 1889 – Carl von Ossietzky német pacifista újságíró, Nobel-békedíjas († 1938)
- 1897 – Louis Aragon francia költő, író, esszéista († 1982)
- 1898 – Martsekényi Imre építészmérnök, országgyűlési képviselő († 1963)
- 1901 – Frantisek Halas cseh költő, műfordító († 1949)
- 1904 – Láng Rudolf magyar festő, grafikus, jelmeztervező (†1991)
- 1920 – Báró Anna magyar színésznő († 1994)
- 1923 – Morvay Judit néprajzkutató († 2002)
- 1927
  - Chuck Hulse amerikai autóversenyző († 2020)
  - Pulay Gábor vegyészmérnök, mikrobiológus, a kémiai tudományok kandidátusa (1968), egyetemi tanár († 1975)
- 1936 – Steve Reich amerikai zeneszerző
- 1937
  - Solt Pál magyar jogász, a Legfelsőbb Bíróság korábbi elnöke
  - Csíky Boldizsár magyar zeneszerző
- 1938
  - Bisztray György irodalomtörténész
  - Eddie Cochran amerikai rockzenész († 1960)
- 1941
  - Andrea De Adamich olasz autóversenyző
  - Chubby Checker (er. Ernest Evans) amerikai rockénekes
- 1951 — Iványi Gábor magyar lelkész, országgyűlési képviselő (1990 és 1994, illetve 1998 és 2002 között). 1981-ben alapító lelkésze volt a Magyarországi Evangéliumi Testvérközösségnek (MET). Ma az egyház elnöke és békásmegyeri egyházközségének (Megbékélés Háza Templom) templomépítő parókusa. 1989-től az Oltalom Karitatív Egyesület elnöke.
- 1953
  - Cseke Péter Kossuth-, és Jászai Mari-díjas magyar színész, érdemes művész
  - Keresztes Dóra festő- és grafikusművész, animációsfilm-rendező
- 1954
  - Kovács Titusz magyar színész
  - Soós András, zeneszerző, karnagy, karmester
  - Stevie Ray Vaughan amerikai zenész, zeneszerző, blues gitárvirtuóz és énekes († 1990)
- 1959 – ifj. Pathó István magyar színész
- 1960
  - Ivancsics Ilona Jászai Mari-díjas magyar színésznő
  - Várnagy Zoltán (er: Nagy Zoltán József) magyar színész († 1996)
- 1961 – Ludger Stühlmeyer német kántor és zeneszerző
- 1962 – Tommy Lee amerikai zenész, a Mötley Crüe rockegyüttes alapító tagja
- 1965 – Tom Bresnahan amerikai színész
- 1969
  - Max Papis (Massimiliano Papis), olasz autóversenyző
  - Gwen Stefani amerikai énekesnő, a No Doubt énekese
- 1971 – Kevin Richardson amerikai énekes (Backstreet Boys)
- 1973
  - Lena Headey angol színésznő
  - Neve Campbell kanadai színésznő
- 1975 – India Arie (szül. India Arie Simpson) amerikai soul-énekesnő
- 1976 – Seann William Scott amerikai színész
- 1979 – Josh Klinghoffer a Red Hot Chili Peppers tagja
- 1981
  - Seth Gabel amerikai színész
  - Zlatan Ibrahimović svéd labdarúgó
- 1982 – Erik von Detten amerikai színész
- 1983 – Tessa Thompson amerikai színésznő
- 1984 – Chris Marquette amerikai színész
- 1987 – Szergej Voronov orosz műkorcsolyázó
- 1996 – Podlovics Laura magyar színésznő, bábművész
- 1999 – Aramis Knight amerikai színész
- 2004 – Noah Schnapp kanadai színész

## Halálozások
- 1226 – Assisi Szent Ferenc olasz szerzetes, költő, a ferences rend alapítója (* 1181 vagy 1182)
- 1611 – Charles mayenne-i herceg, a Guise-ház tagja, a Katolikus Liga vezetője a francia vallásháborúkban (* 1554)
- 1811 – Heinrich Gentz német műépítész, a berlini klasszicizmus mestere. (* 1766)
- 1826 – Jens Immanuel Baggesen dán író  (* 1764)
- 1908 – Szentirmay Elemér magyar író, zeneszerző  (* 1836)
- 1929 – Gustav Stresemann Nobel-békedíjas német politikus, külügyminiszter  (* 1878)
- 1939 – Györffy István magyar etnográfus, az MTA tagja (* 1884)
- 1957 – Szabó Lőrinc Kossuth-díjas magyar költő, műfordító (* 1900)
- 1960 – Timár József Kossuth-díjas magyar színművész, érdemes és kiváló művész (* 1902)
- 1970 – Pierre Veyron francia autóversenyző  (* 1903)
- 1974 – Kutasy Viktor magyar erdőmérnök (* 1901)
- 1977 – Kun Imre magyar hangversenyrendező, rádiós  (* 1892)
- 1977 – Szemes Mihály magyar filmrendező  (* 1920)
- 1980 – Jerzy Żurawlew lengyel zeneszerző, zongoraművész és zenepedagógus, a Varsói Konzervatórium egykori rektora, a Nemzetközi Chopin Zongoraversenyek elindítója (* 1886)
- 1987 – Jean Anouilh francia író, drámaíró (* 1910)
- 1988 – Franz Josef Strauss német politikus, Bajorország miniszterelnöke  (* 1915)
- 1992 – Nikolits Mihály magyar köztisztviselő, 1938–1945 között pécsi, 1943–1945 között Baranya vármegyei főispán, mozgósítási kormánybiztos (* 1901)
- 2004 – Janet Leigh (sz. Jeanette Helen Morrison) amerikai színésznő („Psycho”) (* 1927)
- 2008 – Albert Györgyi magyar újságíró, médiaszemélyiség (* 1964)

## Nemzeti ünnepek, emléknapok, világnapok
- 1990 óta a Német Egység Napja (németül: Tag der Deutschen Einheit). E napon egyesült az NDK és az NSZK.
- Koreai Köztársaság: az államalapítás napja. Korea Tangun (Dangun) általi alapításának ünnepe